# 온타리오 직업은행
온타리오 직업 은행(Ontario Job Bank)은 모든 캐나다인이 사용할 수 있는 웹 기반의 구인 광고 네트워크다. 온타리오주 전 지역뿐만 아니라 캐나다 전국의 구직자들이 이곳에 에 게재된 구인 광고를 찾을 수 있다.

## 주요 기능
- 직업 매치 (Job Match)는 구직자가 독자적인 잡 프로파일을 만들고, 잠재적 고용주에게 알릴 뿐만 아니라 자신의 기술 세트와 일치하는 구인 광고 목록을 받을 수 있도록 하는 기능이다.
- 직업 경보 (Job Alert)는 구직자가 개인적인 검색 범위에 일치하는 구인 광고 목록을 이메일로 받아볼 수 있도록 하는 기능이다.
- 커리어 네비게이터 (Career Navigator)는 직업 진로 결정을 하는데 도움이 되는 네비게이터 도구이다.
- 이력서 작성기 (Resume Builder)는 개인적으로 사용하거나 이 기능을 통해 캐나다 연방 정부 직업에 응모하기 위한 이력서 작성을 도와주는 기능이다.